# Kobresia squamiformis
Kobresia squamiformis är en halvgräsart som beskrevs av Y.C.Yang. Kobresia squamiformis ingår i släktet sävstarrar, och familjen halvgräs. Inga underarter finns listade i Catalogue of Life.